# (544430) 2014 UW224
(544430) 2014 UW224 est un objet transneptunien en résonance 2:5 avec Neptune découvert le 17 mars 2015 par Pan-STARRS.

## Caractéristiques
(544430) 2014 UW224 mesure environ 180 km de diamètre.